# Łazy (Kamesznica)
Łazy – część wsi Kamesznica w Polsce położona w województwie śląskim, w powiecie żywieckim, w gminie Milówka.
W latach 1975–1998 Łazy należały administracyjnie do województwa bielskiego.